# Pierre Leveel
Pierre Marie Marcel Levéel, né à Chinon (Indre-et-Loire) le 11 octobre 1914 et mort à Tours (Indre-et-Loire) le 3 mai 2017, est un professeur agrégé d'histoire et de géographie et un historien français.

## Biographie
Pierre Levéel naît à Chinon (Indre-et-Loire) le 11 octobre 1914 et y passe une partie de son enfance.
Après avoir obtenu son agrégation, il enseigne l'histoire et la géographie au lycée Descartes de Tours de 1940 à 1964.
Il est président de la Société archéologique de Touraine de 1961 à 1967 puis de 1976 à 1979, après en avoir assuré la vice-présidence de 1955 à 1961. Il préside également l'association des amis de Ronsard.
Il meurt le 3 mai 2017 à Tours, dans sa 103e année.

## Publications
Pierre Levéel a publié 160 ouvrages et articles, tous consacrés à la Touraine, dont cinq volumes. Une liste plus complète figure sur le site de la Société archéologique de Touraine.
- Histoire de la Touraine, Paris, Presses universitaires de France, coll. « Que sais-je ? » (no 688), 1967 (1re éd. 1958), 128 p.
- La Mission de Tallien, représentant du peuple en Indre-et-Loire, mars-août 1793, SAT, coll. « Mémoires de la Société archéologique de Touraine » (no LIV), 1958, 176 p.
- Le partage de la généralité de Tours et la formation du département d’Indre-et-Loire (1789-1790), SAT, coll. « Mémoires de la Société archéologique de Touraine » (no LVII), 1964, 176 p.
- en collaboration avec Joseph Thibault, Les Buade de Frontenac entre Touraine et Berry, Chambray-lès-Tours, CLD, 1975, 96 p.
- Histoire de Touraine et d'Indre-et-Loire, Chambray-lès-Tours, CLD, 1988, 991 p. (ISBN 978-2-85443-157-5)
- La Touraine disparue, Chambray-lès-Tours, CLD, 1994, 319 p. (ISBN 2-85443-253-3).

## Distinctions
Pierre Levéel reçoit plusieurs distinctions :

### Décorations
- Chevalier de l'ordre national du Mérite (1971) ;
- Commandeur de l'ordre des Palmes académiques (2012)[7].
- Chevalier de l'ordre des Arts et des Lettres (1968) ;

### Hommage
Depuis 2007, un rond-point porte son nom dans le quartier Monconseil, dans la partie nord de Tours.